# فياتشيسلاف مينجينسكي
فياتشيسلاف رودولفوفيتش مينجينسكي (19 أغسطس 1874 - 10 ماي 1934) (بالروسية: Вячесла́в Рудо́льфович Менжи́нский)‏, (بالبولندية: Wiaczesław Mężyński)‏ هو ثوري روسي من أصول بولندية، ورجل دولة سوفيتي ومسؤول بالحزب الشيوعي السوفيتي، كان يتقن أكثر من 10 لغات (بما في ذلك الكورية والصينية والتركية والفارسية، هذه الأخيرة التي تعلمها من أجل قراءة أعمال عمر الخيام).

## مسيرته

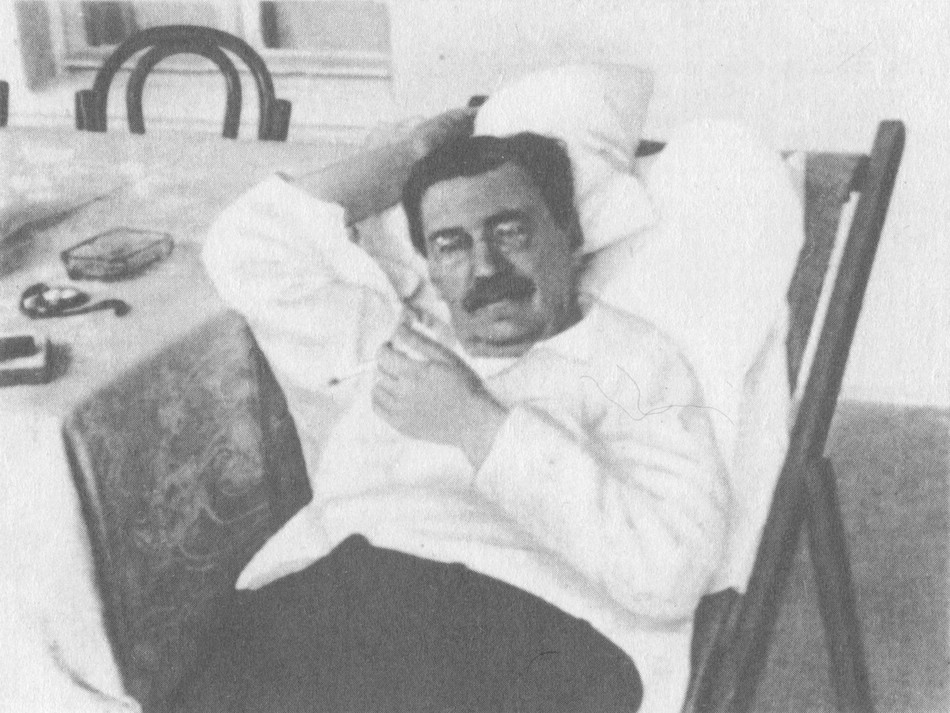
فياتشيسلاف مينجينسكي سنة 1932

وُلد فياتشيسلاف مينجينسكي في عائلة من المدرسين البولنديين-الروس. تخرّج من كلية الحقوق في جامعة سانت بطرسبرغ في عام 1898.
انضم إلى حزب العمال الديمقراطي الاشتراكي الروسي (RSDLP) في عام 1902. في عام 1905 أصبح عضوا في المنظمة العسكرية للجنة بطرسبورغ لحزب RSDLP. في عام 1906، ألقي القبض عليه لكنه تمكن من الفرار من روسيا. عاش في بلجيكا وسويسرا وفرنسا والولايات المتحدة.
بعد ثورة فبراير عام 1917، عاد مينجينسكي إلى روسيا في صيف ذلك العام.

## روابط خارجية
- الموسوعة السوفيتية العظمى
- (بالروسية) A Pince-nez Among Leather Jackets, a biography article at the FSB website
- The German-Bolshevik Conspiracy, War Information Series No. 20, October 18, p. 9.